# Помелиха (Нижньогородська область)
Помелиха (рос. Помелиха) — селище у складі Ардатовського району Нижньогородської області. Входить до складу робітничого селища Мухтолово..

## Географія
Розташована за 24 км на північний схід від робітничого поселення Ардатов.
Село стоїть на місці злиття кількох струмків, що течуть на південь і за 4 км на північний захід впадають у річку Нукс. На південному сході на відстані 2-3 км розташовано декілька маленьких озер. З усіх боків село оточена змішаними лісами.
Присілок виник на березі маленької річечки. Згодом річечка обміліла, заросла. Нині від неї залишилася одна загата. Поруч з Помелихою знаходяться карстові провали. У двох кілометрах від села є озеро Шикалей, яке, за попередніми даними, пов'язане з озером Чарським, що знаходяться за 7 км від Мухтолова. Вода з Чарского озера регулярно, через 5-7 років у весняний час, приблизно у березні, йде під землю. Одночасно в цей же час йде вода з озера Шикалов. Дещо пізніше, у квітні, після танення снігів, вони знову наповнюються.

## Населення
| 2002 | 2010 |
| ---- | ---- |
| 0    | →0   |